# Calamonaci
Calamonaci ist eine italienische Gemeinde im Freien Gemeindekonsortium Agrigent in der Autonomen Region Sizilien mit 1143 Einwohnern (Stand 31. Dezember 2023).

## Lage und Daten
Die Gemeinde liegt 50 km nordwestlich von Agrigent und 120 km südlich Palermo. Die Einwohner arbeiten hauptsächlich in der Landwirtschaft und produzieren Getreide, Baumwolle und Wein.
Die Nachbargemeinden sind Bivona, Caltabellotta, Lucca Sicula, Ribera und Villafranca Sicula.

## Geschichte
Der Ort stand seit 1296 im Besitz der aus Spanien stammenden Adelsfamilie De Spucches, Barone von Calamonaci.

## Sehenswürdigkeiten
- Pfarrkirche, die ist dem Heiligen San Vincenzo gewidmet
- Rathaus